# Servicio Militar de Construcciones
El Servicio Militar de Construcciones (SMC) fue un organismo autónomo de España dependiente, en sus últimos años, del Instituto de Vivienda, Infraestructura y Equipamiento de la Defensa, a su vez adscrito a la Dirección General de Infraestructura del Ministerio de Defensa. Se integró definitivamente en el INVIED el 1 de enero de 2015 y se suprimió el 30 de diciembre de 2017.

## Funciones
El Servicio Militar de Construcciones tenía como funciones:
- La ejecución de obras vinculadas a las necesidades de la Defensa que le sean encomendadas.
- La ejecución de obras de interés nacional, cuando por las circunstancias que en ellas concurran así se acuerde por el Gobierno.
- Las obras públicas a cargo de cualquier Ministerio, cuando las mismas no hayan podido ser ejecutadas por quedar desierta la licitación, siempre que así lo solicite del Ministro de Defensa el titular del Departamento a quien afecte la obra a realizar.